# Trans-Dublin
La Trans-Dublin è una linea del servizio suburbano della Dublin Area Rapid Transit (DART). Opera lungo la costa est dell'Irlanda attraversando la capitale Dublino e le contee confinanti da nord a sud.
La linea utilizza il tronco Malahide–Connolly della ferrovia Dublino–Belfast e il tronco Connolly–Greystones della linea Dublino–Rosslare. Ha due capolinea settentrionali, la stazione di Malahide e quella di Howth, e un capolinea meridionale, Greystones.

## Storia
La linea entrò in funzione il 23 luglio 1984.

### Progetti futuri
La Trans-Dublin dovrebbe subire cambiamenti significativi negli anni dieci del XXI secolo, con la costruzione del DART Underground, che aumenterà gli interscambi con le altre linee della Dublin Suburban Rail e soprattutto consentirà collegamenti più efficaci e rapidi tra le due sponde del fiume Liffey.

## Stazioni

### Malahidebranch
| Stazione    | Interscambi       | Note |
| ----------- | ----------------- | ---- |
| Malahide    | Northern Commuter |      |
| Portmarnock | Northern Commuter |      |
| Clongriffin | Northern Commuter |      |

### Howthbranch
| Stazione | Interscambi | Note |
| -------- | ----------- | ---- |
| Howth    |             |      |
| Sutton   |             |      |
| Bayside  |             |      |

### Howth Junction – Greystones
| Stazione                | Interscambi                                                       | Note |
| ----------------------- | ----------------------------------------------------------------- | ---- |
| Howth Junction          | Northern Commuter                                                 |      |
| Kilbarrack              |                                                                   |      |
| Raheny                  |                                                                   |      |
| Harmonstown             |                                                                   |      |
| Killester               |                                                                   |      |
| Clontarf Road           |                                                                   |      |
| Dublino Connolly        | Northern Commuter, South Eastern Commuter, Western Commuter, Luas |      |
| Tara Street             | Northern Commuter, South Eastern Commuter, Western Commuter       |      |
| Dublino Pearse          | Northern Commuter, South Eastern Commuter, Western Commuter       |      |
| Grand Canal Dock        | South Eastern Commuter                                            |      |
| Lansdowne Road          | South Eastern Commuter                                            |      |
| Sandymount              |                                                                   |      |
| Sydney Parade           | South Eastern Commuter                                            |      |
| Booterstown             |                                                                   |      |
| Blackrock               | South Eastern Commuter                                            |      |
| Seapoint                |                                                                   |      |
| Salthill and Monkstown  |                                                                   |      |
| Dun Laoghaire Mallin    | South Eastern Commuter                                            |      |
| Sandycove and Glasthule |                                                                   |      |
| Glenageary              |                                                                   |      |
| Dalkey                  | South Eastern Commuter                                            |      |
| Killiney                | South Eastern Commuter                                            |      |
| Shankill                |                                                                   |      |
| Bray Daly               | South Eastern Commuter                                            |      |
| Greystones              | South Eastern Commuter                                            |      |